# Marina Szudra
Marina Szudra (* 6. Juli 1983 in Detmold) ist eine deutsche Sopranistin mit Schwerpunkt Oratorium und Alte Musik.

## Leben und Wirken
Nach dem Abitur am Leopoldinum Detmold absolvierte Marina Szudra zunächst ein Studium der Schulmusik und der Geschichtswissenschaften an der Hochschule für Musik Detmold und an der Universität Bielefeld. Von 2009 bis 2013 studierte sie bei Gabriele Schreckenbach und Katharina Rössner-Stütz Gesangspädagogik und Gesang an der Hochschule für Künste Bremen und absolvierte dort ihre Diplomprüfung. Sie besuchte Meisterkurse bei unter anderem Sibylla Rubens, Krisztina Laki, Franz Lukasovsky, Thomas Hampson, Robert Hollingworth (I Fagiolini), Peter Phillips und den King’s Singers.
Als Solistin wirkte sie zunächst in verschiedenen Hochschulproduktionen. So wurde Schönbergs Zyklus Pierrot Lunaire 2012 teilweise von Deutschlandfunk Kultur übertragen. Nach Abschluss des Studiums übernahm sie Solopartien in Werken der barocken und klassischen Oratorienliteratur; unter anderem im Mozart-Requiem, den Passionen und dem Weihnachtsoratorium von Johann Sebastian Bach, in Händels Werken Solomon (in der Laeiszhalle Hamburg), Dixit Dominus, Der Messias sowie Parnasso in Festa und war bei Aufführungen klassischer Messen u. a. im Regensburger Dom zu hören. Im Jahr 2016 sang sie die Sopranpartie bei der Uraufführung des Oratoriums David von Graham Buckland in der Universität Regensburg. Solokonzerte gab sie mit u. a. Musik italienischer Meister des Frühbarocks und Liedern von Max Reger im Rahmen verschiedener Kirchenkonzerte. Sie arbeitete dabei unter anderem mit Barockorchestern wie La Banda, L’Arco Hannover sowie mit Musikern wie Pia Praetorius,Thomas Gropper und Arno Paduch zusammen.
Szudra war zudem Ensemblemitglied der Gaechinger Cantorey, des Vocalensembles Rastatt, der Vokalsolisten des Eranos-Ensembles für Alte Musik unter der Leitung von Frank Löhr sowie der Schola cantorum Nürnberg und ist als Mitglied der solistisch besetzten Ensembles auf mehreren CD-Produktionen zu hören. Seit 2018 leitet sie das Vokalensemble Regensburg.
Szudra hatte von 2013 bis 2014 einen Lehrauftrag für Gesang (Fachrichtung Alte Musik) an der Hochschule für Künste Bremen inne und unterrichtete als Gesangslehrerin an der Städtischen Musikschule Regensburg und der Akademie für Darstellende Kunst Bayern. Seit 2020 ist sie Lehrbeauftragte für Gesang an der Universität Regensburg im Fachbereich Musikpädagogik.

## Diskografie
Als Mitglied solistisch besetzter Ensembles
- Puer natus in Bethlehem – „Geistliche Kirchengesäng“ nach Melodien des Paderborner Gesangbuches von 1609 Vol. 1, mit dem Paderborner Domchor, Eranos-Ensemble für Alte Musik, Bonifatius-Verlag, Paderborn 2006
- Media Vita – „Geistliche Kirchengesäng“ nach Melodien des Paderborner Gesangbuches von 1609 Vol. 2,  mit dem Paderborner Domchor, Eranos-Ensemble für Alte Musik, Bonifatius-Verlag, Paderborn 2008
- Salve Regina – „Geistliche Kirchengesäng“ nach Melodien des Paderborner Gesangbuchs von 1609 Vol. 3, mit dem Paderborner Domchor, Eranos-Ensemble für Alte Musik, Bonifatius-Verlag, Paderborn 2009
- Wie ein Rubin in feinem Golde, Eranos-Ensemble für Alte Musik, (Marienmünster 2012)
- Maria Magdalena – Renaissancemusik aus Nürnberger Handschriften, mit Schola Cantorum Nürnberg, (Spektral-Records/Bayerischer Rundfunk, Nürnberg 2016)